# تيلسون هاريسون
تيلسون ليفر هاريسون (7 يناير 1881 - 10 يناير 1947) هو طبيب كندي، ضابط ومغامر، ذهب وهو شاب صغير إلى نيويورك للالتحاق بالجيش الأمريكي؛ عاد بعد ذلك إلى كندا للحصول على الشهادة من جامعة تورونتو، ثم مارس الطب في العديد من الحالات الخطرة بما في ذلك رئيس طاقم العاملين الطبي في بانشو فيلا أو دكتور لمقابر العمال الصينيين، بقوة تزيد عن 200000 شخص.
لقد سافر بعد الحرب العالمية الأولى عبر الشرق الأوسط كمعالجا للامراض التناسلية والاشعة السينية في لود.
بعد محاولته الهروب مع أحد مرضاه في مستشفى الشرق الأوسط، رُحّل هاريسون إلى كندا لكنه تمكن من الهروب في المغرب والانضمام إلى جيش الدولة الحرة. سافر في الثلاثينيات عبر 15 دولة وتبعية مؤديًا واجبات طبية، وخدم بصفة طبيب سفينة على متن عابرة عبرت المحيط الهندي خلال الحرب العالمية الثانية. ساعد في إدارة الأمم المتحدة للإغاثة والتأهيل في الصين من 1946 وحتى وفاته وأنقذ الكثير من الأرواح.
بحلول نهاية حياته، كان هاريسون يستطيع التحدث بست لغات وشارك في سبع حروب وكان متزوجًا من أربع نساء في نفس الوقت. قالت ابنته روزاليند إن شخصية إنديانا جونز كانت مبنية على قصته. وفقًا لروزاليند، اتصل بها منتجا الأفلام جورج لوكاس وستيفن سبيلبرغ بعد وفاة والدها وأجريا سلسلة من المقابلات قدمت خلالها وصفًا لحياته.

## النشأة
ولد هاريسون في 7 يناير 1881 في تيلسونبيرج في أونتاريو، وهي بلدة سميت باسم جده الأكبر جورج. كان جده إدوين ديليفان تيلسون باني ما يعرف الآن بموقع أنانديل التاريخي الوطني. كان يُعتبر هاريسون مشاغبًا عندما كان طفلًا. حبس جدته في غرفة نومها في إحدى المرات، وفي مناسبة أخرى أثار ضجة كبيرة في الصحف المحلية بعد اكتشاف محاولته السفر إلى كوبا. سُجل في كلية كندا العليا في تورونتو في 1894، لكنه تركها في العام التالي. هرب للانضمام إلى ميليشيا بنادق أكسفورد 22 ومقرها في مقاطعة أكسفورد في سن الرابعة عشرة، ولكنه أُعيد إلى المنزل عندما اكتُشف أنه كان قاصرًا. انتقل بعد فترة وجيزة إلى مدينة نيويورك للانضمام إلى مهندسي جيش الولايات المتحدة والخدمة في قوة حفظ السلام في الفلبين بعد هزيمة إسبانيا في 1898، ولفترة وجيزة للمساعدة في إخماد ثورة الملاكمين في الصين. شارك هاريسون كثيرًا في إدارة عصابات العمل التي تبني طرق الإمداد إلى المناطق النائية وشارك في معركة نارية واحدة فقط. مع ذلك، عندما اكتشف جده لأمه إدوين تيلسون (الذي تطورت شركته إلى شركة كويكر أوتس) ما كان يفعله الشاب البالغ من العمر 20 عامًا، استخدم علاقاته للتأثير على الجنرال عدنا تشافي لإصدار أمر عام لاستدعاء هاريسون من الميدان. أصيب هاريسون بالكوليرا في أثناء خدمته في الجيش الأمريكي وعاد إلى كندا. مستخدمًا الميراث الذي تلقاه من جده المتوفى مؤخرًا، التحق هاريسون بكلية الطب بجامعة تورنتو قبل الزواج من سيبيل ويلكين، وهي ابنة محامٍ، في 1905.
بعد تخرجه من كلية الطب في 1907، حصل هاريسون على عمل في شركة خليج هدسون وبدأ بعلاج مجتمع كري في ألبرتا والعمل بصفة موزع بريد محلي. بعد فترة وجيزة، نقل هاريسون عائلته مرة أخرى إلى واشنطن في أيداهو وأخيرًا إلى دريوسي في أوريغون، حيث أصبح طبيبًا وصيدلانيًا وعمدة ومتعهد بناء ومربي ماشية. أنجب هاريسون من زوجته سيبيل ابنة اسمها روزاليند في 1909. نشرت دورية الجمعية الطبية الأمريكية في 1912 مقالًا كتبه هاريسون تحت عنوان «عملية قيصرية تحت الصعوبات»، والتي وثقت عملية قيصرية أجراها في منزل مزرعة بعيد مضاء بمصباح زيتي. بسبب طبيعته المتململة، ترك هاريسون عائلته في أوريغون وسافر إلى لندن في 1913 لإجراء أعمال الدراسات العليا في طب النساء والتوليد. ساعد هاريسون في المجهود الحربي في بلجيكا عندما بدأت الحرب العالمية الأولى في 1914. التقى بامرأة تركية تدعى إيفا خلال وجوده هناك وتزوجها دون طلاق زوجته الأولى. سافر هاريسون وزوجته الجديدة في 1915 إلى إل باسو في تكساس بهدف الاستقرار.